# 尾澤直美
尾澤 直美（おざわ なおみ、1983年10月11日 - ）は、日本のモデルである。新字体で尾沢 直美（おざわ なおみ）とも記す。双子姉の尾澤佳美とともに尾澤姉妹（おざわしまい）とも称する。

## 人物
埼玉県出身で、昭和女子大学を卒業した管理栄養士である。
ナレッジパークが運営する「キャンパスパーク」のミスキャンパスパークモデル（ミスキャンモデル）を務め、坊農さやかや山岡由依らとともに「Miss CampusPark Model 2005 Winter Collection」などに選ばれた。大学在学時は『ViVi』や『PINKY』など赤文字雑誌で読者モデル、卒業後は『CanCam』や『with』などで活動する。
姉の尾澤佳美もモデルで、中山真見や星野昇子らと交流がある。